# Дофине
Дофине́  (фр. Dauphiné) — историческая область Франции, включающая нынешние департаменты Изер, Верхние Альпы, большую часть департамента Дром и небольшую часть департамента Воклюз. Главный город — Гренобль.

## География
Дофине орошается двумя притоками Роны: Дром и Дюранс; восточная часть (Верхнее Дофине) возвышена (Коттийские Альпы); здесь лежит богатая глетчерами гора Пельву высотой в 4103 м (высочайшая во Франции, кроме Савойи). Дофине принадлежит к самым живописным частям Франции; богато минералами; основное производство — зерновой хлеб, вино, масло, сено, конопля, тутовые ягоды, шелк.

## История
Дофине, страна аллоброгов, находилось со времен Цезаря под римским владычеством и по разрушении Западной Римской империи образовало южную часть Бургундского королевства, вместе с которым вошло в состав государства франков. С 880 года принадлежало к Арелатскому государству; с 1032 года до середины XIV века — в составе Священной Римской империи. Средневековое Дофине служило буфером между Французским королевством и Савойским герцогством.
Графы д’Альбон, занимавшие должность сенешаля Арелатского государства, носили титул дофинов (от изображения дельфина в их гербе — из-за прозвища Гига IV) и дали это название самой стране. Первая династия дофинов угасла в конце XII века. Наследница рода, Беатриса, была замужем за герцогом Бургундским, и сын её, Гиг VI Андре (ум. 1237), был основателем второй, Бургундской династии дофинов. Последнему из этой династии Гигу VII (ум. 1282) наследовала сестра Анна (ум. 1293), бывшая замужем за Умбертом I де Ла Тур-дю-Пин (ум. 1307), их сын, Жан II (ум. 1319), начал собой 3-ю династию дофинов. Последним представителем её был Умберт II (ум. 1355), который в 1342 году продал Дофине королю Франции.
Вопреки соглашению, по которому Дофине было присоединено к Франции, оно мало-помалу потеряло большую часть своих вольностей и постепенно слилось с Францией. Титул дофина стал носить старший сын короля. Считается, что Карл VI первым в истории получил при рождении титул «дофин» и провинцию Дофине в качестве апанажа.